# Franz Kellinger
Franz Kellinger (* 1. Dezember 1905 in Wien, Österreich-Ungarn; † 17. Juni 1941 in Bârlad, Rumänien) war ein österreichischer Fußball-Nationalspieler.

## Karriere
Franz Kellinger galt als ein energischer und robuster Spieler. Als Centerhalf begann er seine Fußballerkarriere beim damaligen kleinen Favoritner Klub SV Wienerberger, von dem er 1925 zum Erstligisten SpC Rudolfshügel kam. Nach dem Abstieg der Dunkelblauen in der Saison 1926/27 wurde er vom Wiener Sport-Club abgeworben, für den Franz Kellinger bis 1936 regelmäßig in der I. Liga auflief, mit Ausnahme eines kurzen Intermezzos beim SK Admira Wien im Herbst 1930. Der Sport-Club zählte damals zu den kleineren Klubs der Liga, Franz Kellinger konnte mit den Dornbachern aber stets die Klasse halten und 1928/29 mit dem vierten Platz sein bestes Ergebnis holen. 
Am 6. Oktober 1929 kam er sogar zu einem Länderspieleinsatz in der österreichischen Nationalmannschaft gegen Ungarn in Budapest, wo er beim 1:2 allerdings als Smistik-Ersatz seine Kritiker nicht überzeugen konnte. Nach seiner Sport-Club-Zeit war Kellinger noch zwei Saisonen für den SC Amiens in der französischen Division 2 aktiv, ehe er 1938 nach Österreich zurückkehrte und nur knapp mit der WSV (Werksportverein) Brevillier & Urban Neunkirchen den Aufstieg in die höchste Liga verpasste.
Franz Kellinger fiel im Zweiten Weltkrieg.

## Erfolge
- 1 Spiel für die österreichische Fußballnationalmannschaft 1929

| Personendaten    | Personendaten                   |
| ---------------- | ------------------------------- |
| NAME             | Kellinger, Franz                |
| KURZBESCHREIBUNG | österreichischer Fußballspieler |
| GEBURTSDATUM     | 1. Dezember 1905                |
| GEBURTSORT       | Wien                            |
| STERBEDATUM      | 17. Juni 1941                   |
| STERBEORT        | Bârlad                          |